# Trancão
Trancão – rzeka w zachodniej Portugalii, o długości 29 km. Powierzchnia zlewni wynosi 293 km².
Swój bieg rozpoczyna z połączenia dwóch strumieni: Roussada i São Giao, na terenie miasta Póvoa da Galega. Następnie kieruje się na północny wschód do miejscowości Moinho do Rei, a stamtąd na południowy wschód do gminy Loures. Uchodzi do rzeki Tag, w pobliżu miasta Sacavém.
Jej lewymi dopływami są: Ribeira do Prior Velho, Ribeira do Mocho, Ribeira da Apelação, Rio de Loures, Ribeira de Ribas, Ribeira do Juncal, Ribeira da Sobreira, Rio do Vale de São Gião. Natomiast prawymi: Ribeira de Alpriate, Ribeira das Romeiras, Ribeira do Boição, Ribeira da Bemposta, Ribeira do Freixial, Ribeira da Baloira, Ribeiro da Bica, Ribeira de São Sebastião, Ribeira da Roussada
Dorzecze rzeki Trancão, pierwotnie wykorzystywano głównie rolniczo, jest dziś silnie zurbanizowane, co czyni je jednym z najbardziej dotkniętych występowaniem powodzi o dużej intensywności. Organizacja pozarządowa The Ocean Cleanup szacuje, że rocznie do ujścia rzeki Trancão trafia około 5900 kg plastikowych odpadów, które są kolejnym źródłem śmieci dla rzeki Tag, a w konsekwencji dla Oceanu Atlantyckiego.